# Надзвичайні і Повноважні Посли України в країнах Азії

Надзвичайні і Повноважні Посли України в країнах Азії

## Афганістан
1. Касьяненко Анатолій Іванович
2. Майко Віктор Анатолійович
3. Шевальов Валентин Миколайович (2010—2013)
4. Нікітюк Віктор Олегович (2013—2018)
5. Серватюк Василь Миколайович (2020—2021)
6. Євдокимов Валерій Володимирович (в.о.)

## Бангладеш
1. Адомайтіс Валентин Володимирович (1998—2000)
2. Семенець Олег Євгенович (2002—2006)
3. Полиха Ігор Зіновійович (2007—2010)
4. Шевченко Олександр Дмитрович (2011—2015)
5. Поліщук Олександр Миколайович (в.о.)

## Бахрейн
1. Тимофєєв Ігор Володимирович (2002—2003)
2. Микитенко Євген Олегович (2004—2006)
3. Пасько Сергій Олексійович (2008—2009)
4. Полурез Юрій Володимирович (2011—2021)
5. Сенік Дмитро Юрійович (2022—2025)[1][2]

## Бруней
1. Литвин Ігор Антонович
2. Білодід Ростислав Митрофанович
3. Нікшич Сергій Аркадійович
4. Горін Олександр Олегович
5. Маштабей Віктор Якович
6. Султанський Павло Олександрович
7. Сенік Дмитро Юрійович (2016—2020)
8. Зеленко Катерина Михайлівна (2021-)

## В'єтнам
1. Золотов Артур Анатолійович (1997—1999), т.п.
2. Білодід Ростислав Митрофанович (1999—2003)
3. Султанський Павло Олександрович (2003—2008)
4. Довганич Іван Іванович (2008—2010)
5. Шовкопляс Олексій Володимирович (2010—2019)
6. Гаман Олександр Віталійович (2021-)

## Ємен
1. Семенець Олег Євгенович (1996—1998)
2. Гур'янов Леонід Миколайович (2002—2009)
3. Вахрушев Вадим Володимирович (2019—2021)
4. Петренко Анатолій Григорович (в.о.)

## Ізраїль
1. Щербак Юрій Миколайович (29.10.1992 — 22.10.1994), посол
2. Майданник Олександр Іванович (19.01.1996 — 03.01.1998)
3. Марков Дмитро Юхимович (17.03.1998 — 12.07.2002)
4. Сліпченко Олександр Сергійович (14.11.2002 — 24.07.2004)
5. Хом'як Олександр Васильович т.п. (24.07.2004 — 24.11.2005)
6. Тимофєєв Ігор Володимирович (24.11.2005 — 11.05.2010)
7. Надоленко Геннадій Олексійович (29.06.2010 — 10.09.2020[3])
8. Корнійчук Євген Володимирович (з 10.09.2020[4]).

## Індія
1. Ходоровський Георгій Іванович (1992—1998)
2. Адомайтіс Валентин Володимирович (1998—2000)
3. Семенець Олег Євгенович (2001—2006)
4. Поліха Ігор Зіновійович (2007—2010)
5. Шевченко Олександр Дмитрович (2010—2015)
6. Поліха Ігор Зіновійович (2015—2022)
7. Поліщук Олександр Миколайович (2023-)

## Індонезія
1. Єгоров Валентин Олександрович (1996—1997) т.п.
2. Литвин Ігор Антонович (1997—1999)
3. Нікшич Сергій Аркадійович (1999—2004)
4. Кравченко Валерій Іларіонович (2004) т.п.
5. Примаченко Вадим Вікторович (2004—2007)
6. Сіренко Олександр Олексійович (2007—2012) т.п.
7. Пахіль Володимир Олександрович (2012—2020)
8. Гамянін Василь Іванович (2021—2024)
9. Шинкаренко Євгенія Сергіївна  т.п.

## Ірак
1. Новіков Валентин Анатолійович (2000—2004) т.п.
2. Олійник Анатолій Тимофійович (2004—2005) т.п.
3. Дяченко Ігор Олександрович (2006—2007) посол
4. Недопас Віктор Юрійович (2008—2009) т.п.
5. Толкач Володимир Сергійович (2009—2010) т.п.
6. Маринець Анатолій Петрович (2010—2012) т.п.
7. Маринець Анатолій Петрович (2012—2016) посол
8. Недопас Віктор Юрійович (2017—2021)
9. Довганич Іван Іванович (2024-)

## Іран
1. Майдан Іван Григорович (1993—1996), посол
2. Бутяга Володимир Іванович (1997—2000)
3. Морозов Костянтин Петрович (2000—2001)
4. Примаченко Вадим Вікторович (2002—2003)
5. Бутяга Володимир Іванович (2003—2006)
6. Овчаров Олександр Євгенович (2006—2007) т.п.
7. Логінов Ігор Борисович (2007—2010)
8. Самарський Олександр Сергійович (2010—2014)[5]
9. Красношапка Сергій Борисович (2014—2015) т.п.
10. Бурдиляк Сергій Анатолійович (2015—2022)[6]
11. Поздняков Кирило Олександрович  т.п.

## Йорданія
1. Микитенко Євген Олегович (1997—2001)
2. Нагайчук Віктор Іванович (2003—2006)
3. Дяченко Ігор Олександрович (2007)
4. Малько Юрій Феодосійович (2008—2010)
5. Пасько Сергій Олексійович (2010—2019)
6. Бильєв Дмитро Сергійович (2019) т.п.
7. Щербатюк Мирослава Дмитрівна (2019-)

## Казахстан
1. Богатир Віктор Васильович (1994—1999), посол
2. Карташов Євген Григорович (2000—2001)
3. Цибенко Василь Григорович (2001—2005)
4. Селівон Микола Федосович (2006—2010)
5. Дьомін Олег Олексійович (2010—2013)
6. Лазебник Юрій Станіславович (2013—2017) т.п.
7. Джиджора Володимир Григорович (2017—2018) т.п.
8. Кулеба Іван Дмитрович (2018[7]—2019[8])
9. Кобзистий Олег Павлович (2019—2020) т.п.
10. Врублевський Петро Юрійович (2020[9]—2022)
11. Павленко Сергій Миколайович (т.п. 2022-2025)
12. Майко Віктор Анатолійович (з 2025[10]-)

## Камбоджа
1. Білодід Ростислав Митрофанович
2. Султанський Павло Олександрович
3. Довганич Іван Іванович
4. Шовкопляс Олексій Володимирович
5. Гаман Олександр Віталійович (2023-)

## Катар
1. Тимофєєв Ігор Володимирович (2002—2003), за сумісництвом
2. Микитенко Євген Олегович (2004—2006)
3. Пасько Сергій Олексійович (2008—2009)
4. Полурез Юрій Володимирович (2011—2012)
5. Микитенко Євген Олегович (2013—2019), з резиденцією в місті Доха
6. Кузьменко Андрій Михайлович (2019-)

## Китай
1. Плюшко Анатолій Дмитрович (1993—1998)
2. Султанський Павло Олександрович (1998—1999) т.п.
3. Литвин Ігор Антонович (1999—2001)
4. Резнік Михайло Борисович (2001—2003)
5. Камишев Сергій Олексійович (2004—2009)
6. Костенко Юрій Васильович (2009—2012)
7. Гамянін Василь Іванович (2012—2013) т.п.
8. Дьомін Олег Олексійович (2013—2019)
9. Камишев Сергій Олексійович (2019—2021)
10. Рябікін Павло Борисович (2023—2024)
11. Нечитайло Олександр Вячеславович (2025—)

## Киргизстан
1. Богатир Віктор Васильович  (1999—2001)
2. Шаповал Петро Дмитрович (2001—2003)
3. Балдинюк Олександр Васильович (2003—2004) т.п.
4. Божко Олександр Іванович (2004—2005)
5. Тягло Володимир Миколайович (2005—2008)
6. Соловей Володимир Васильович (2008—2014)
7. Нефьодов Олександр Степанович (2014)[11][12]
8. Яремчук Микола Анатолійович (2014—2015) т.п.
9. Дорошенко Микола Петрович (2015—2017)
10. Жовтенко Валерій Тимофійович (2018-)

## КНДР
1. Литвин Ігор Антонович (2000—2001)
2. Резнік Михайло Борисович (2002—2003)
3. Камишев Сергій Олексійович (2004—2009)

## Республіка Корея
1. Резнік Михайло Борисович (1997—2001)
2. Фуркало Володимир Васильович (2001—2005)
3. Мушка Юрій Юрійович (2006—2008)
4. Бєлашов Володимир Євгенович (2008—2011)
5. Мармазов Василь Євгенович (2011—2017)
6. Горін Олександр Олегович (2017—2020)
7. Пономаренко Дмитро Георгійович (2021-2025)[13][14]

## Кувейт
1. Бурмаков Анатолій Іванович (2003—2005)
2. Вахрушев Вадим Володимирович (2005—2007) т.п.
3. Толкач Володимир Сергійович (2010—2019)
4. Балануца Олександр Олександрович (2019—2024)
5. Джиджора Микола Петрович (2024—2025) т.п.
6. Субх Максим Алійович (з 2025) [15]

## Лаос
1. Білодід Ростислав Митрофанович
2. Гуменний Ігор Володимирович
3. Чучук Маркіян Євгенович
4. Бешта Андрій Петрович (2017—2021)

## Ліван
1. Шибко Віталій Якович (1997—1998) т.п.
2. Камишев Сергій Олексійович (1998—2001)
3. Рилач Валерій Олександрович (2002—2005)
4. Захарчук Борис Іванович (2006—2009)
5. Коваль Володимир Олександрович (2009—2014)[16]
6. Боровко Віталій Віталійович (2014—2016) т.п.
7. Осташ Ігор Іванович (2016—2022)[17]
8. Овчаров Олександр Євгенович (2022-2025) т.п.
9. Горяйнов Роман В'ячеславович (2025-)

## Малайзія
1. Литвин Ігор Антонович (1998—1999)
2. Білодід Ростислав Митрофанович (2000—2003)
3. Шевченко Олександр Дмитрович (2004—2009)
4. Лоссовський Ігор Євгенович (2009—2010)
5. Гуменний Ігор Володимирович (2010—2016)
6. Нечитайло Олександр Вячеславович (2016—2022)
7. Михайлюк Денис Юрійович (2022—2025) т.п.
8. Надоленко Геннадій Олексійович (2025—)[18]

## Мальдіви
1. Поліха Ігор Зіновійович (2007—2010)
2. Шевченко Олександр Дмитрович (2011—2015)
3. Поліха Ігор Зіновійович (2016—2022)
4. Поліщук Олександр Миколайович (в.о.)

## Монголія
1. Литвин Ігор Антонович
2. Резнік Михайло Борисович
3. Камишев Сергій Олексійович
4. Костенко Юрій Васильович
5. Пономаренко Дмитро Георгійович (2022-2025)[19][20]
6. Нечитайло Олександр Вячеславович  (в.о.)

## М'янма
1. Білодід Ростислав Митрофанович
2. Гуменний Ігор Володимирович
3. Чучук Маркіян Євгенович
4. Бешта Андрій Петрович (2017—2021)

## Непал
1. Адомайтіс Валентин Володимирович
2. Семенець Олег Євгенович
3. Полиха Ігор Зіновійович
4. Шевченко Олександр Дмитрович

## ОАЕ
1. Семенець Олег Євгенович (1993—1998)
2. Тимофєєв Ігор Володимирович (1998—2003)
3. Микитенко Євген Олегович (2004—2006)
4. Ільченко Георгій Михайлович (2006)
5. Пасько Сергій Олексійович (2006—2009)
6. Хом'як Олександр Васильович (2009—2010)
7. Полурез Юрій Володимирович (2010—2021)
8. Сенік Дмитро Юрійович (2022-2025)[21][22]
9. Балануца Олександр Олександрович (з 2025)[23]

## Оман
1. Гур'янов Леонід Миколайович (2002—2009)
2. Колос Петро Михайлович (2010—2014)
3. Вахрушев Вадим Володимирович (2015—2021)[24][25]
4. Селих Ольга Іванівна (2025—)[26]

## Пакистан
1. Пономаренко Володимир Степанович (1997—2004)
2. Полиха Ігор Зіновійович (2004—2007)
3. Пасько Ігор Сергійович (2007—2011)
4. Лакомов Володимир Іванович (2011—2020)
5. Чучук Маркіян Євгенович (2020-)

## Саудівська Аравія
1. Микитенко Євген Олегович (1996—1999)
2. Гур'янов Леонід Миколайович (2002—2009)
3. Колос Петро Михайлович (2009—2014)
4. Плачинда Володимир Сергійович (2014) т.п.
5. Вахрушев Вадим Володимирович (2014—2021)[27]
6. Петренко Анатолій Григорович (2022-)

## Сінгапур
1. Литвин Ігор Антонович (1998—1999)
2. Білодід Ростислав Митрофанович (2000—2002)
3. Горін Олександр Олегович (2003—2006)
4. Маштабей Віктор Якович (2006—2009)
5. Мицик Всеволод Всеволодович (2009—2010) т.п.
6. Султанський Павло Олександрович (2010—2015[28]), посол
7. Сенік Дмитро Юрійович (2015[29]—2020)
8. Зеленко Катерина Михайлівна (2020-)

## Сирія
1. Камишев Сергій Олексійович (1998—1999) т.п.
2. Микитенко Євген Олегович (1999—2002)
3. Коваль Володимир Олександрович (2002—2006)
4. Семенець Олег Євгенович (2008—2011)
5. Жупєєв Євген Ігорович (2011—2014) т.п.

## Східний Тимор
1. Шевченко Олександр Дмитрович
2. Гуменний Ігор Володимирович
3. Нечитайло Олександр Вячеславович (2019—2022), за сумісництвом
4. Михайлюк Денис Юрійович т.п.

## Таджикистан
1. Сметанін Володимир Ілліч (1993—1999), за сумісництвом
2. Касьяненко Анатолій Іванович (2000—2005), за сумісництвом
3. Похвальський В'ячеслав Володимирович (2006—2010), за сумісництвом
4. Савченко Юрій Васильович (2010—2012), за сумісництвом
5. Нікітюк Віктор Олегович (2012—2018)
6. Семенов Віктор Вікторович (2018—2019) т.п.
7. Серватюк Василь Миколайович (2019—2021)
8. Євдокимов Валерій Володимирович (2022-)

## Таїланд
1. Литвин Ігор Антонович (1998—1999)
2. Білодід Ростислав Митрофанович (2000—2002)
3. Гуменний Ігор Володимирович (2004—2008)
4. Чучук Маркіян Євгенович (2008—2014)
5. Ковалевський Вадим Вікторович (2014—2015) т.п.
6. Бешта Андрій Петрович (2015—2021)[30]
7. Лисак Олександр Сергійович (2022—2023) т.п.
8. Орел Павло Олександрович (2021—2022, 2023—2024) т.п.
9. Семенов Віктор Вікторович (2024—) т.п.[31]

## Османська імперія/Туреччина
1. Джалалій Филон Прокопович (1648)
2. Мужиловський Силуян Андрійович (1649)
3. Левицький Модест Пилипович (1918)
4. Суковкін Михайло Акінфійович (1918)
5. Лотоцький Олександр Гнатович (1919—1920)
6. Токаржевський-Карашевич Іван Степанович (1920—1921)
7. Фрунзе Михайло Васильович (1921—1922)
8. Мурський Володимир Васильович (1921—1935)
9. Турянський Ігор Мефодійович (1992—1997)
10. Шовкопляс Олексій Володимирович (1997)
11. Моцик Олександр Федорович (1997—2001)
12. Долгов Ігор Олексійович (2002—2004)
13. Міщенко Олександр Павлович (2005—2008)
14. Корсунський Сергій Володимирович (2008[32]—2016[33])
15. Сибіга Андрій Іванович (2016[34]—2021[35])
16. Боднар Василь Миронович (2021[36]—2024[37])
17. Джелял Наріман Енверович (2025-)[38]

## Туркменістан
1. Чупрун Вадим Прокопович (1995—2004)
2. Майко Віктор Анатолійович (2004—2010)
3. Шевальов Валентин Миколайович (2010—2019)
4. Гошовський Зиновій Йосипович (2019—2020) т.п.
5. Майко Віктор Анатолійович (2020—2025)
6. Макаренко Петро Сергійович т.п.

## Узбекистан
1. Сметанін Володимир Ілліч (1993—1999)
2. Касьяненко Анатолій Іванович (2000—2005)
3. Похвальський В'ячеслав Володимирович (2006—2010)
4. Савченко Юрій Васильович (2010—2019)
5. Погрібний Денис Сергійович (2019—2020) т.п.
6. Дорошенко Микола Петрович (2020-2025)[39][40]

## Філіппіни
1. Литвин Ігор Антонович
2. Білодід Ростислав Митрофанович
3. Костенко Юрій Васильович
4. Кулінич Микола Андрійович
5. Нечитайло Олександр Вячеславович (2017—2022)
6. Федів Юлія Олександрівна (2024-)

## Шрі-Ланка
1. Адомайтіс Валентин Володимирович (1999—2000)
2. Семенець Олег Євгенович (2002—2006)
3. Полиха Ігор Зіновійович (2007—2010)
4. Шевченко Олександр Дмитрович (2011—2015)
5. Поліщук Олександр Миколайович (в.о.)

## Японія
1. Дашкевич Михайло Павлович (1995—1999)
2. Костенко Юрій Васильович (2000—2006)
3. Макуха Володимир Олексійович (2006)
4. Кулінич Микола Андрійович (2006—2013)
5. Харченко Ігор Юрійович (2013—2020)
6. Корсунський Сергій Володимирович (2020—2024)
7. Лутовінов Юрій Володимирович (2025—)[41]